# Cu toții sunt bine (film din 2009)
Cu toții sunt bine (titlul original: în engleză Everybody's Fine) este un remake al filmului lui Giuseppe Tornatore, Stanno Tutti Bene (1990). A fost scris și regizat de Kirk Jones iar din distribuție fac parte Robert De Niro, Drew Barrymore, Sam Rockwell și Kate Beckinsale. Filmul a avut premiera pe 4 decembrie 2009. 

## Rezumat
De Niro interpretează rolul unui vaduv care, dupa moartea soției sale, își dă seama că nu știe nimic despre copiii săi. El pleacă în căutarea lor, descoperind că aceștia au vieți departe de a fi perfecte sau normale. 

## Distribuție
- Robert De Niro – Frank Goode
- Drew Barrymore – Rosie Goode
- Kate Beckinsale – Amy Goode
- Sam Rockwell – Robert Goode
- Katherine Moennig – Jilly
- Melissa Leo – Colleen
- Lucian Maisel – Jack

## Premii și nominalizări
- Nominalizat la Premiul Globul de Aur pentru cea mai bună melodie originală - Paul McCartney cu piesa "(I Want to) Come Home"

## Legături externe
- Site web oficial
- Everybody's Fine la Internet Movie Database
- Everybody's Fine la Allmovie
- Everybody's Fine la Rotten Tomatoes
- Everybody's Fine la Metacritic
- Everybody's Fine la Box Office Mojo